# Gustav Åsbrink
Gustav Emanuel Åsbrink, född den 22 mars 1867 i Hanebo församling, Hälsingland, död den 23 juli 1935, var en svensk tidningsman och turistexpert. Han var son till Fredrik Theodor Laurentius Åsbrink.
Åsbrink blev efter filosofie kandidatexamen i Lund 1890 tidningsman i Stockholm, var 1899–1907 redaktör och utgivare av "Helsingborgs dagblad" samt senare anställd hos boktryckarna Almqvist & Wiksell och Hasse W. Tullberg samt blev 1922 hovintendent. 
Åsbrink gjorde sig känd som en av landets flitigaste författare av resehandböcker och turistlitteratur, varibland Statens järnvägars resehandböcker "Övre Norrland", "Nedre Norrland" och "Västkusten" samt publikationer för Turisttrafikförbundets utlandsverksamhet. 
Bland större arbeten märks Konung Gustaf V sextio år (1918), Drottning Victoria sextio år (1922–1923), Vasaorden (1922), Sveriges sjöfart (tillsammans med N.G. Nilsson, 1919–1921) och Sveriges ärkebiskopar (tillsammans med K.B. Westman). På engelska utgav han A Book about Sweden (1922, 3:e upplagan 1928, tysk upplaga 1926, fransk upplaga 1927).